# Седов, Пётр Николаевич
Пётр Никола́евич Седо́в (род. 24 августа 1990, Арзамас-16, Горьковская область) — российский лыжник, мастер спорта международного класса. Пятикратный чемпион мира среди юниоров по лыжным гонкам, член сборной команды России на Олимпийских играх в Ванкувере. Тренируется под руководством своего отца, заслуженного тренера России Николая Седова.

## Карьера
В 2008 году Седов впервые выиграл золотую медаль юниорского чемпионата мира, став частью победной эстафеты. Двумя днями ранее он финишировал 2-м в дуатлоне. На следующем чемпионате мира Пётр выиграл дуатлон, эстафету и 10-километровую гонку с раздельным стартом. Ещё через год он защитил свой титул в дуатлоне, а в двух других дисциплинах поднялся на подиум. К этому моменту (конец января 2010 года) Седов имел малый опыт участия в Кубке мира, но руководство сборной решило взять его на Олимпиаду в Ванкувере. Там Пётр стал 8-м в эстафетной команде, и занимал места в 3-м десятке в двух других дисциплинах. В феврале 2011 года Седов стал частью победной эстафеты российской команды на этапе Кубка мира в Рыбинске. В личных гонках Кубка мира его лучшим результатом является 5-е место.
У Седова неоднократно обнаруживались серьёзные проблемы со здоровьем. В январе 2011 года тесты показали проблемы с сердцем, он также был вынужден пропустить как минимум половину сезона 2012/13 из-за нераскрываемой болезни.

## Спортивные результаты
| Дата                 | Место проведения соревнования | Страна   | Соревнование                                             | Вид                                     | Место |
| -------------------- | ----------------------------- | -------- | -------------------------------------------------------- | --------------------------------------- | ----- |
| 28 февраля 2010 года | Уистлер-Блэккомб              | Канада   | Зимние Олимпийские игры 2010                             | масс-старт на 50 км классическим стилем | 24    |
| 24 февраля 2010 года | Уистлер-Блэккомб              | Канада   | Зимние Олимпийские игры 2010                             | эстафета 4×10 км                        | 8     |
| 15 февраля 2010 года | Уистлер-Блэккомб              | Канада   | Зимние Олимпийские игры 2010                             | 15 км свободным стилем                  | 31    |
| 31 января 2010 года  | Хинтерцартен                  | Германия | Чемпионат мира среди юниоров по лыжным видам спорта 2010 | эстафета 4×5 км                         | 2     |
| 29 января 2010 года  | Хинтерцартен                  | Германия | Чемпионат мира среди юниоров по лыжным видам спорта 2010 | гонка-преследование 20 км               | 1     |
| 27 января 2010 года  | Хинтерцартен                  | Германия | Чемпионат мира среди юниоров по лыжным видам спорта 2010 | гонка на 10 км классическим стилем      | 3     |
| 30 марта 2009 года   | Сыктывкар                     | Россия   | Чемпионат России по лыжным гонкам 2009                   | гонка-преследование на 30 км            | 17    |
| 6 февраля 2009 года  | Праз де Лис                   | Франция  | Чемпионат мира среди юниоров по лыжным видам спорта 2009 | эстафета 4×5 км                         | 1     |
| 5 февраля 2009 года  | Праз де Лис                   | Франция  | Чемпионат мира среди юниоров по лыжным видам спорта 2009 | гонка на 10 км свободным стилем         | 1     |
| 3 февраля 2009 года  | Праз де Лис                   | Франция  | Чемпионат мира среди юниоров по лыжным видам спорта 2009 | гонка-преследование на 20 км            | 1     |
| 29 февраля 2009 года | Маллес-Веноста                | Италия   | Чемпионат мира среди юниоров по лыжным видам спорта 2008 | эстафета 4×5 км                         | 1     |
| 27 февраля 2008 года | Маллес-Веноста                | Италия   | Чемпионат мира среди юниоров по лыжным видам спорта 2008 | гонка-преследование на 20 км            | 2     |
| 25 февраля 2008 года | Маллес-Веноста                | Италия   | Чемпионат мира среди юниоров по лыжным видам спорта 2008 | гонка на 10 км                          | 7     |
| 22 февраля 2007 года | Хака                          | Испания  | Европейский юношеский Олимпийский фестиваль 2007         | гонка-преследование на 20 км            | 2     |
| 20 февраля 2007 года | Хака                          | Испания  | Европейский юношеский Олимпийский фестиваль 2007         | гонка на 10 км                          | 3     |

### Статистика выступлений в Кубке мира
| 2008—2009 | Лахти  | Итоги | Итоги |
| 2008—2009 | 15 Св  | Очков | Место |
| 2008—2009 | 10     | 15.27 |       |
| 2009—2010 | Кэнмор | Итоги | Итоги |
| 2009—2010 | 15 Св  | Очков | Место |
| 2009—2010 | 8      | 12.11 |       |

## Награды и звания
- Орден Дружбы (26 января 2023 года) — за обеспечение успешной подготовки спортсменов, добившихся высоких спортивных достижений на XXIV Олимпийских зимних играх 2022 года в городе Пекине (Китайская Народная Республика)[3]
- Мастер спорта России международного класса[4]